# Пунш
Пунш (от нем. Punsch, англ. punch) — собирательное название коктейлей, в первую очередь алкогольных, обычно содержащих фрукты или фруктовый сок. Подаётся традиционно на вечеринках в больших широких чашах с плавающими в них кусочками фруктов. Напиток был завезён из Индии в Англию в начале XVII века и распространился в Европе. Также существуют шведский и финский ликёроподобный алкогольный напиток с похожим названием — пунш (швед. punsch; фин. punssi).

## История
Пунш впервые появился в Индии, название происходит от хинди panch («пять») (и восходит к санскр. panchan-s). Это был горячий напиток из пяти компонентов: рома, сахара, лимонного сока, горячей воды и чая. В Индии напиток назывался paantsch.
Из Индии моряками Британской Ост-Индской компании в начале XVII века пунш был завезён в Англию и отсюда распространился по Европе. Сперва он делался на основе бренди и вина, так как ром стал известен только в конце XVII века.
Впервые термин «пунш» (англ. punch) был зарегистрирован в британских документах в 1632 году.

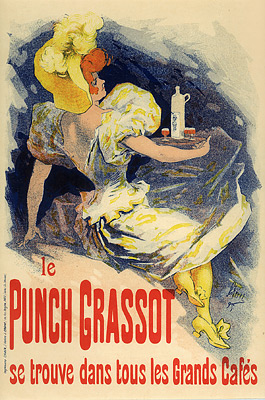
Плакат, рекламирующий пунш, Франция. Жюль Шере, между 1896 и 1900.

## Ромовый пунш
На основе рома приготовляются «пунш плантатора» (англ. planter’s punch), барбадосский ромовый пунш (англ. Bajan rum punch), карибский ромовый пунш (англ. Caribbean rum punch). Самые «аутентичные» ромовые пунши — плантаторский и барбадосский.
Барбадосский ромовый пунш готовится по одному из самых старых рецептов приготовления пуншей из рома. Рецепт его зарифмован: «one of sour, two of sweet, three of strong, four of weak». Что значит: однa часть лимонного сока, 2 части сахара, 3 части рома (желательно барбадосского), 4 части воды. В напиток добавляется ангостура (вкусо-ароматическая горькая настойка на основе пряностей и горьких трав, Тринидад и Тобаго) и мускатный орех.

## Пунш в Германии

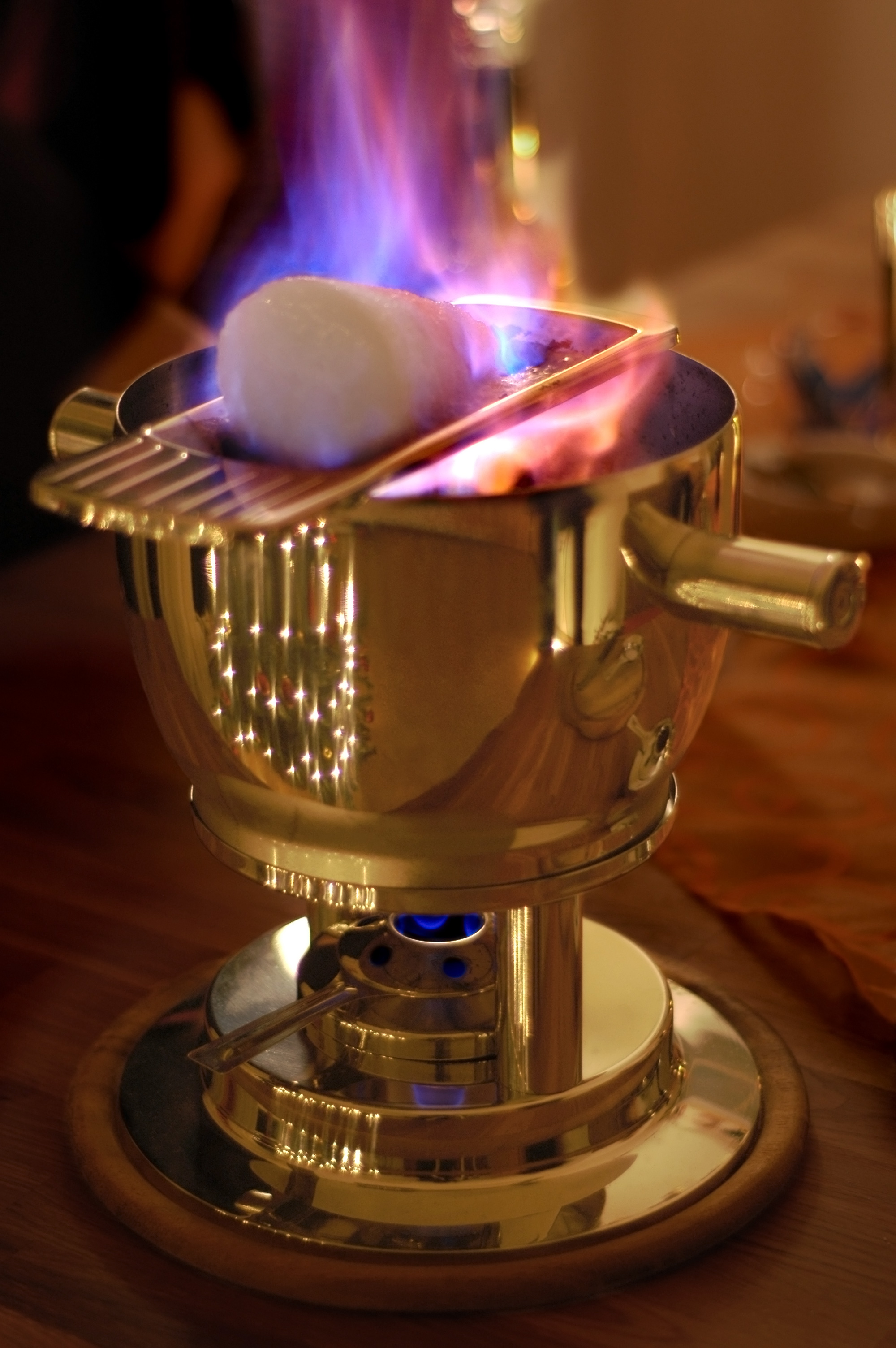
Пунш фойерцангенболе с горящей сахарной головой

В Германии пуншем называют напиток из смеси различных фруктовых соков со специями, часто с добавлением вина или ликёра. Фридрих Шиллер в «Пуншевой песне» указал четыре основных ингредиента пунша: звёзды лимона, растопленный в огне сахар, вода и вино.
Рождественские традиции включают фойерцангенболе, «напиток огненных щипцов», горящий пунш. Ёмкость с сухим красным вином, в которое добавлены пряности (палочки корицы, гвоздика, апельсиновые корки — как в глинтвейне), нагревают и ставят сверху специальную решётку, вместо которой раньше использовались каминные щипцы. На решетку кладут сахарную голову, которую поливают ромом (не меньше 54 % крепости) и поджигают. Сахар плавится, ром подливают до тех пор, пока весь сахар не стечёт в вино. Напиток продолжают подогревать, пока не выпьют полностью.

## Пунш в России
В дореволюционной России у гусар был популярен напиток типа пунша, который назывался жжёнка (начало XIX—начало XX в).

### СССР
В СССР начиная с конца 1950-х годов было налажено промышленное производство 25 сортов пунша, представлявшего собой тонизирующий алкогольный напиток средней крепости с достаточно высоким содержанием общего экстракта и сахара. Производились эти пунши из плодово-ягодного и пряноароматического сырья, содержали 17—18 % об. спирта, 33—40 г/100 мл сахара и разливались в бутылки ёмкостью 0,5 литра. Советские пунши заводского производства при употреблении рекомендовалось разбавлять горячим чаем, кипятком или газированной водой в соотношении 1:1. Напитки часто получали эти наименования в соответствии с сырьём, влиявшим на их вкус и аромат.

## Современный пунш
В настоящее время слово «пунш» является не более чем собирательным термином для множества схожих напитков. Со временем вариантов приготовления пунша стало великое множество; общим для них является входящий в состав напитка фруктовый сок. Пунш может подаваться охлаждённым, в него могут быть добавлены прочие ингредиенты (мёд, чай, ломтики фруктов), вместо рома может использоваться другой крепкий напиток (коньяк, бурбон). Пуншем также может называться и безалкогольный коктейль из различных фруктовых напитков, свежих и консервированных ягод и фруктов.